# StelladiFuoco
StelladiFuoco (Firestar) è un bel gatto color fiamma con gli occhi verdi smeraldo, protagonista della prima serie di Warrior Cats (Warriors) di romanzi per ragazzi pubblicata dalla HarperCollins e scritta da Erin Hunter, uno pseudonimo utilizzato dagli autori Kate Cary, Cherith Baldry e Tui Sutherland. 

## Storia
Viene presentato come micio domestico di nome Ruggine (Rusty) che spesso sognava di cacciare nella foresta oltre la recinzione del suo giardino. Ruggine, dopo essere stato sorpreso a cacciare nella foresta, e aver incontrato ZampaGrigia (Graypaw), CuordiLeone (Lionheart) e StellaBlu (Bluestar), si unisce al Clan del Tuono (uno dei quattro clan di gatti selvatici che abitano la foresta) come apprendista acquisendo il nome di ZampadiFuoco (Firepaw) per il color fiamma del suo manto. Per tutto il corso della serie ZampadiFuoco (Firepaw) guadagna rispetto all'interno del clan, e alla fine del primo libro riceve il suo nome da guerriero: CuorediFuoco (Fireheart), insieme al suo migliore amico, ZampaGrigia, ribattezzato StrisciaGrigia (Graystripe).
Alla fine del terzo libro (I Segreti della Foresta) CuorediFuoco viene nominato vice del Clan del Tuono e all’inizio del sesto (L’Ora più Buia) diventa leader, venendo rinominato dal Clan della Stella “StelladiFuoco”, dopo la morte dell’ex leader StellaBlu, che prima di lasciarlo gli confida di aver avuto ragione su di lui, e che lui era il "fuoco" della profezia "Solo il fuoco può salvare il Clan", che le era stata detta prima che si unisse al Clan del Tuono.
StelladiFuoco è stato apprendista di StellaBlu e, per un breve periodo, di CuordiLeone e di ArtigliodiTigre (Tigerclaw), e ha fatto da mentore a tre apprendisti: MantodiLava (Cinderpelt) che diventa, in seguito, apprendista sciamana a causa di un incidente ad una gamba; CodadiNuvola (Cloudtail), suo nipote, figlio di sua sorella Principessa (Princess); e ArtigliodiMora (Brambleclaw), che diventerà vice del Clan del Tuono dopo la scomparsa di StrisciaGrigia.
Alla fine del sesto libro guida il Clan del Leone, un'alleanza di tutti e quattro i clan, in battaglia contro il Clan del Sangue, e uccide il suo leader, Attila (Scourge). Dopo la battaglia, StelladiFuoco nomina StrisciaGrigia come vice, a causa della morte dell'ex vice TempestaBianca (Whitestorm).
StelladiFuoco rimane il leader del Clan del Tuono anche per le serie successive, fino alla fine della quarta (Omen of the Stars). Tra la prima serie e la seconda (La nuova Profezia), nella superedizione “StelladiFuoco e il Clan Perduto”, viaggia con la sua compagna TempestadiSabbia (Sandstorm) per riunire i discendenti dispersi del Clan del Cielo.

## Carattere
StelladiFuoco è estremamente leale non solo al suo clan, ma anche ai suoi numerosi amici e alleati, indipendentemente dalla loro affiliazione. Rispetta le regole, ma ha anche la capacità di metterle in discussione in una situazione discutibile. Di conseguenza, a volte, infrange le regole del Codice Guerriero dei Clan per aiutare i suoi amici o sistemare una situazione che crede essere ingiusta. È il principale responsabile, insieme al suo amico StrisciaGrigia, di diverse imprese che hanno assicurato il benessere di tutti i Clan, come il recupero del Clan del Vento dopo essere stati cacciati dal loro accampamento nel secondo libro (Fuoco e Ghiaccio), oppure la condivisione delle prede con il Clan del Fiume quando sono stati costretti a lasciare il loro territorio in seguito ad un'alluvione.